# Régimen Económico y Fiscal de Canarias
El archipiélago canario, debido a su condición insular y de lejanía geográfica de Europa, así como a la escasez de recursos naturales, ha contado con un tratamiento singular tanto en el ámbito administrativo como en el económico y fiscal, desde el siglo XVI tras su incorporación a la Corona de Castilla. Estos derechos se tradujeron en el siglo XIX en un sistema librecambista, con los denominados Puertos Francos, que perduró hasta la guerra civil española; un régimen fiscal basado en la libertad comercial de importación y exportación, en franquicias aduaneras y, además, en la existencia de impuestos locales. La Ley de Puertos Francos de Canarias fue una ley promovida por el ministro Juan Bravo Murillo en 1852.

## El primer REF
El sistema librecambista de los puertos francos fue evolucionando durante la dictadura del general Franco y las medidas específicas para promover el desarrollo económico y social de las Islas se plasmaron en 1972 en la Ley del Régimen Económico y Fiscal (REF) de Canarias.
A nivel europeo, la adhesión de España a la Comunidad Económica Europea (CEE), el 1 de enero de 1986, hizo inaplazable la actualización del REF, ya que, aunque se estableció un sistema especial de integración consagrado en el artículo 25 del Acta de Adhesión del Reino de España a la CEE y en el Protocolo 2 de la misma, no colmó las aspiraciones canarias, principalmente en lo que se refería a las exportaciones agrícolas al resto de la Comunidad. Por ello, el Parlamento canario adoptó el 21 de diciembre de 1989 una resolución en la que pidió una mayor incorporación en la Comunidad Europea.
La nueva situación obligaba a una imprescindible reforma de los aspectos fiscales recogidos en el REF que, respetando una presión fiscal menor que en el resto de la Nación, fuera introduciendo de manera progresiva la legislación aduanera comunitaria y una fiscalidad indirecta moderna, acorde con las exigencias de la CEE y garantizadora de la financiación de las haciendas locales.

## El REF de Europa
La reforma fue emprendida por la Ley 20/1991 de 7 de junio, de modificación de los aspectos fiscales del Régimen Económico Fiscal de Canarias, en el ámbito nacional; mientras que en el europeo se concretó el 1 de julio de 1991, en el Reglamento 1911/91 del Consejo Europeo relativo a la aplicación de las disposiciones del Derecho Comunitario en las Islas, así como en la decisión del Consejo 91/314/CEE (*), de 26 de junio de 1991, donde se estableció un Programa de Opciones Específicas por la Lejanía y la Insularidad de Canarias (Poseican). 
Asimismo, las especialidades en imposición directa y la Zona Especial Canaria (ZEC) se crearon tres años más tarde a través de la Ley 19/1994 de 6 de julio, de modificación del Régimen Económico y Fiscal de Canarias. Las bases de la reforma que se afrontan desde la Ley española en ambas modificaciones son: 
- Se mantiene parte de un tributo local ya existente, la Tarifa Especial del Arbitrio Insular a la Entrada de Mercancías. Ésta se mantendrá en los términos previstos en el apartado 3 del artículo 6 del Protocolo n.º 2 del Acta de Adhesión.
- Se crea el Impuesto General Indirecto Canario, con el fin de racionalizar, simplificar y unificar la imposición indirecta aplicada hasta la fecha, representada por el Impuesto General sobre el Tráfico de las Empresas y el Arbitrio Insular sobre el Lujo y se sigue eximiendo a Canarias del IVA peninsular.
- Se crean regímenes específicos para imposición directa de aplicación exclusiva en Canarias: deducción por inversiones, Reserva para inversiones (RIC), bonificaciones a la producción y bonificaciones a la implantación de sociedades.
- Se crea la "Zona Especial Canaria" con especialidades en imposición directa e indirecta y posibilidad de funcionar como Zona Franca.

Las bases de la reforma que se afrontan desde el Reglamento Comunitario son: 
- La integración de Canarias en el territorio aduanero común y la aplicación de las políticas comunes en las Islas Canarias en las condiciones en vigor para la España peninsular, con las peculiaridades que este Reglamento (CEE) n.º 1911/91 establece.
- La permanencia de las Islas fuera del ámbito de aplicación del sistema común del IVA y de las Directivas sobre accisas.
- La autorización de un impuesto denominado Arbitrio sobre la Producción y la Importación (APIC), durante un período transitorio (31-12-2000), pudiendo la Comisión autorizar exenciones del Arbitrio en favor de los productos locales, como así se ha realizado sobre las principales producciones. El Gobierno canario ha logrado una prórroga de este arbitrio mientras negocia con la Comisión Europea un nuevo impuesto, el Arbitrio Insular de Entrada de Mercancías (AIEM), sustitutivo del APIC, que sólo gravará a una serie de productos importados y no a todas las importaciones como el anterior.
- Introducción progresiva del Arancel Aduanero Comunitario durante un período transitorio (31-12-2000). En este aspecto, la Comisión Europea ha concedido una prórroga por la condición de ultraperificidad de Canarias.
- Se mantiene la vigencia transitoria y restringida de la Tarifa Especial del Arbitrio Insular a la Entrada de Mercancías. Esta tarifa ha desaparecido ya y la ha sustituido el AIEM. Canarias ha buscado que todas estas medidas tengan un carácter permanente dado el alejamiento de las Islas del mercado europeo, su condición insular y la carencia de recursos propios. En la cumbre de Ámsterdam de 1997, el Consejo aceptó la inclusión en el Tratado Europeo de un artículo que reconoce la necesidad de establecer medidas especiales para las regiones ultraperiféricas, como Canarias. Este artículo, el 299.2 (actualmente  art.349 del TFUE), es la principal base jurídica de España para demandar a la Comisión Europea el mantenimiento permanente de las especificidades con carácter transitorio para las Islas. Con ello, se reconoce la ultraperificidad de las Islas en la Carta Magna Europea, extremo que también está plasmado en la Disposición Adicional Tercera de la Constitución y en el Estatuto de Autonomía de Canarias.